# キチノゾア
キチノゾア (Chitinozoa) は未知の動物によって作られた、フラスコ型の有機質の殻を持つ海洋性微化石のタクソンである。古生代の中頃 (オルドビス紀からデボン紀) に一般的で、世界中のあらゆる種の海生堆積物にわたって広く見られる。大きさは最大で数ミリメートル程度。分布が広く進化も速いため示準化石として利用できる。
その異様な形態から、生態の復元や分類学的位置の推定は困難であった。1931年の発見時には原生生物、植物、菌類の全てとの類縁関係が考慮された。顕微鏡の改良によってその微細構造の理解が進み、海洋生物の卵または幼生であることを示す証拠が多く得られている。
生態に関しても議論があり、海中を浮遊していたとする説や、他の生物に付着していたとする説などがある。ほとんどの種は特定の環境条件に特化しており、そのような条件の下では最も卓越した生物となる傾向がある。季節によっても個体数の変動がある。

## 形態
大きさは50-2000マイクロメートル程度。光学顕微鏡下ではほとんど不透明で黒く見える。化石表面には毛状、輪状、突起状の装飾がよく保存されており、これはチャンバー（右図のCHAMBER）と同程度の長さに達することもある。装飾された領域とその複雑さは時代が下るにつれて増大するが、生物体の大きさは逆に縮小する。つまり、オルドビス紀初期の大型種は滑らかな表面を持っていたが、オルドビス紀中期からは装飾の大きさと多様性が増大し、空洞を持つ付属物も明瞭に現れる。短い付属物は一般に中実構造だが、大型の突起物は中空である傾向があり、最も大きなものでは内部構造がスポンジ状になっていた。しかし中空の付属物であっても生物体の内壁には対応する痕が存在せず、この付属物は外壁から分泌されたか、単に付着していただけだと考えられている。体壁が何層から構成されていたかについては議論がある。内壁に装飾物を持つ3層構造との報告もあるが、1層しか見られない標本もある。体壁の層の数は生物体の構造を反映している可能性もあるが、単に化石の生成過程に由来したものの可能性もある。
“未成熟”の個体や幼体は発見されていない。これを説明する仮説として、そもそも“成長”を行わない、（考えにくいが）脱皮を行う、化石化する部位が成長後にしか形成されない、等の説が考えられている。
ほとんどの個体は単独で発見されるが、口部（右図のAperture）と底部（右図のBase）で鎖状に繋がった殻も全ての属において報告されている。非常に長い鎖は螺旋状となる傾向にある。稀に、塊状または圧縮された鎖状の個体が有機質の“繭”に包まれて発見されることがある。

## 分類

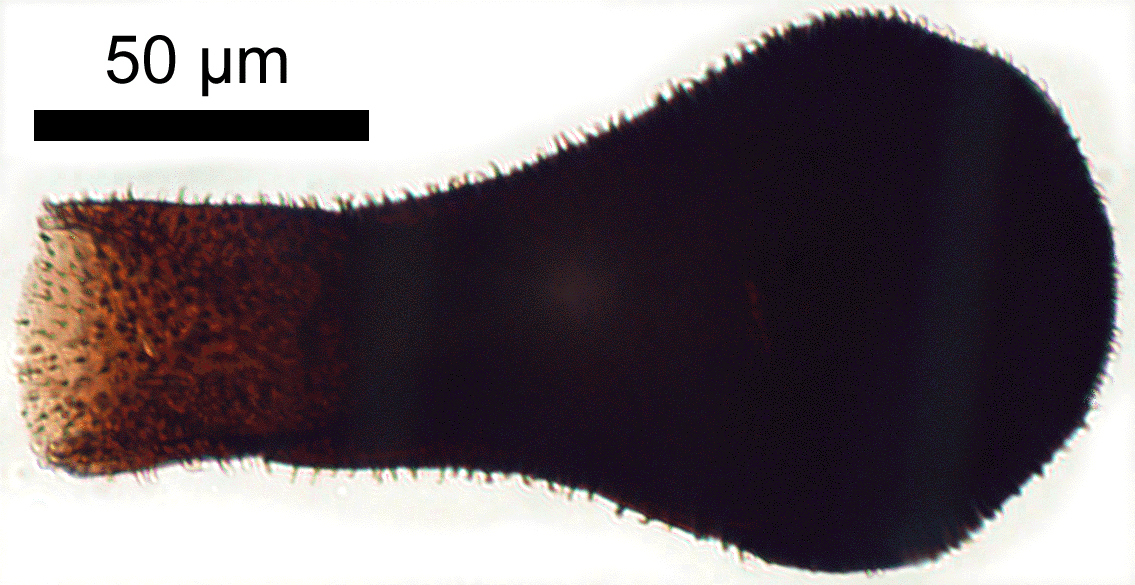
透過光で撮影された画像。細部の識別は、上の電子顕微鏡像の方が遥かに容易である。

Alfred Eisenackによる記載当初は形態に基いて3科7属に分類されていたが、その後も毎年のように新たな属が同定され続けた。新たな属の発見と顕微鏡の発展によって、1931年に発表された最初の分類体系はより洗練されたものとなっていった。1970年代には走査型電子顕微鏡の発展によって、同定の鍵となる表面の装飾が遥かに詳細に識別できるようになった。この時点では光学顕微鏡像でさえも、保存状態の悪い標本や古い型の顕微鏡を利用していた頃のものと比べると遥かに高品質となっていた。Eisenackが最初に提唱した3科は当時において利用できたデータを用いたもので、主に鎖状個体の有無やチャンバーの形態に基いていた。後にこの分類は、類似した分類群をまとめることでリンネ式分類により適合するように改定された。これが可能となったのは、科学の進歩によってEisenackの分類群全体にわたって特有の形質の同定が可能となったためである。現在では、底部 (Base) と頚部 (Neck) の形態、棘の有無、孔の有無、連結構造の有無が最も同定に有用な形質と考えられている。

## 類縁関係

### アメーバ
Alfred Eisenackは当初、類似したキチン質の殻を生成することを根拠として、キチノゾアを有殻アメーバの一種であると推測した。だが殻の化学的組成が異なることと、現生の有殻アメーバはほぼ淡水産で生息環境が全く異なるという相違点があり、彼は年内にこの考えを撤回した。

### 光合成生物
Obut (1973) は、この生物は現在クロムアルベオラータとされているような渦鞭毛藻に似た単細胞“植物”であると主張した。しかし先に述べたように、キチノゾアの棘などの付属物は生物体の外側から取り付けられており、このような構造を実現できる細胞機構を有するのは動物のみである。さらに繭のような構造に関しては、植物界からは類似したものが発見されていない。

### フデイシの幼体

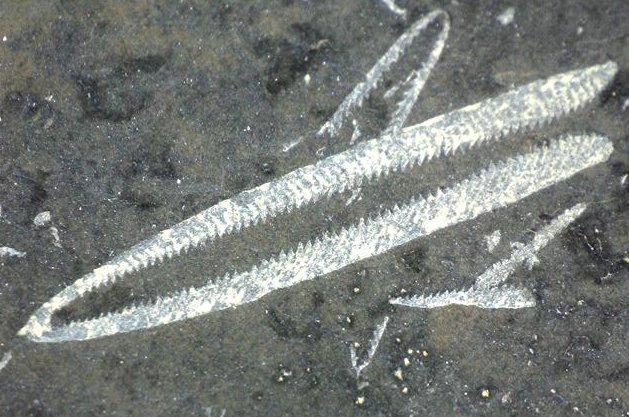
フデイシの化石

フデイシは有機質の殻を持つ群体性生物の化石であり、やはりオルドビス紀からデボン紀に産する。その生活環や繁殖様式については未知の部分が多い。キチノゾアは、フデイシの繁殖後に新しい群体が形成されるまでの間の段階（pre-sicula期）のものであると提案されている。フデイシとキチノゾアが共に産出し一方の産出量がもう一方の産出量を反映していることも、この仮説の根拠とされている。両者の化石は類似した化学組成を持つが、これは仮説の賛同者と批判者の両者から注目されている。仮説の賛同者は、類似した化学組成を有することはこれらが関連している証拠であると主張する。しかし批判者は、フデイシを母岩から抽出する際の処理によって、偶然にも類似した化学組成を持つキチノゾアが同時に抽出されてしまっているだけだと主張する。批判者の主張に従えば、両者が同時に産出するように見えるのは、人為的に化石を処理することで発生する単なるアーティファクトにすぎないということになる。また、デボン紀中期を過ぎるとフデイシの産出は稀になるが、キチノゾアは産出し続けるということもこの仮説の難点である。

### 有鐘繊毛虫
繊毛虫の一グループである有鐘繊毛虫のシストの形態から、キチノゾアとこの群との関連が提案されたことがある。

### 卵

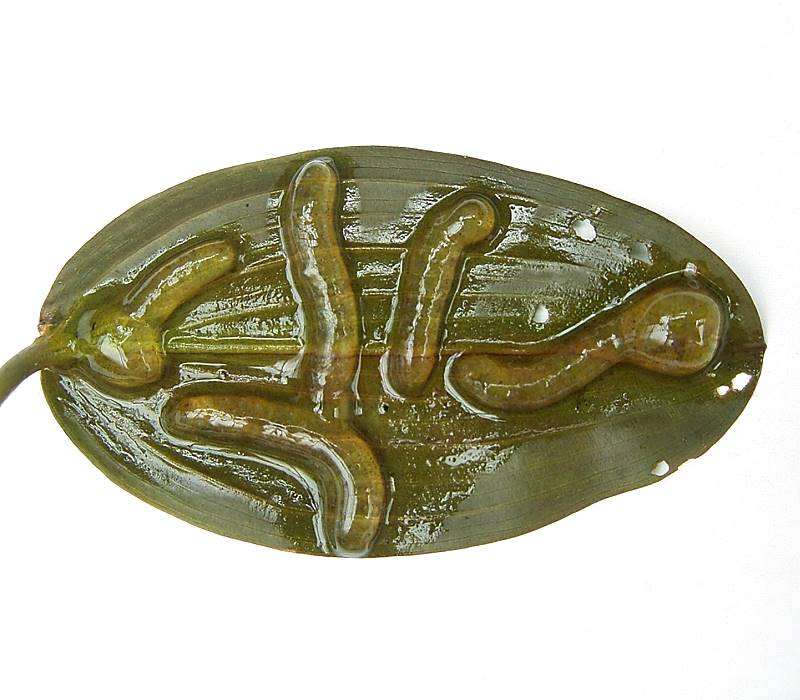
腹足類の卵嚢

キチノゾアの殻は全体が一体となっており、回転部や可動部はない。この点から見るとこの殻は単なる容器であり、“休眠状態”にある生物、またはシスト化した生物、または卵塊などの内容物を守るためのものだと推測できる。環形動物や腹足類とキチノゾアとの関連については議論があるが、この両グループが収斂進化によってキチノゾアのような形態の卵を生み出すようになっていたと考えることも不可能ではない。つまり、螺旋状に巻かれたキチノゾアの鎖からは腹足類のような螺旋構造を持つ生物との類縁関係が推論されてきたし、この推論が正しければ、螺旋状でない鎖は（直線状の）環形動物のような生物に由来する可能性がある。
近年、南アフリカに位置するオルドビス紀の化石鉱脈であるスーム頁岩での調査によって、キチノゾアと共に様々な生物が発見された。キチノゾアを産み出した生物が化石化して残るような部位を備えていたとしたら、その生物はスーム動物群に存在しているはずだと考えられた。注目すべきことに、この頁岩からは腹足類もフデイシも発見されていない。産出した生物のほとんどは様々な理由から除外でき、候補として残るのは多毛類、Promissum属のコノドント、チョッカクガイ類である。しかし、キチノゾアとこれらの群が結びつけられているのは単なる状況証拠によるものにすぎない。

## 生態
これらの奇妙な生物がどのような生活を送っていたのかは自明なことではなく、ある程度は推論に頼るしかない。
化石が海洋性堆積物からしか産出しないため、古生代の海洋に生息していたことはほぼ確実と見られる。一般的に、海洋生物の生活環境としては以下の3つが考えられる。
- 埋在性 — 堆積物の中に住む
- 底生 — 水底を這い回るか、一所に固着する
- 漂泳性 — 水中を自由に漂う

化石がしばしば堆積物の流れに沿って見つかることから、海底に固定されていたわけではない。つまり埋在性という可能性はすぐに排除でき、水中を落ちてきたことが結論付けられる。
キチノゾア表面の装飾がヒントとなるかもしれない。個体を大きくすることで捕食されにくくする防御目的のものだったということも考えられるが、突起によって海底に付着していたと考えることも不可能ではない。しかし殻の密度が低いことからこの可能性は少し考えづらく、他の生物に付着していた、とするのがより辻褄の合う解釈である。また、長い棘は個体を水中に漂いやすくする効果もある。このため、少なくとも長い棘を持つキチノゾアはプランクトンだったと考えることも可能である。一方で、数種のキチノゾアは水中を漂うには殻が厚く高密度すぎるとも考えられている。
他の生物との相互作用に関してはあまり知られていないものの、数種の殻に見られる小さな孔は、キチノゾアに寄生する生物が存在した証拠だとされている。これらの孔の内のいくつかは黄鉄鉱の続成作用による分解に起因する“あばた模様”であると再評価されたが、キチノゾアの実体が詰まっていたであろうチャンバーの周囲に円筒形の孔が密集していることは、これが生物由来であることの証左だと考えられている。

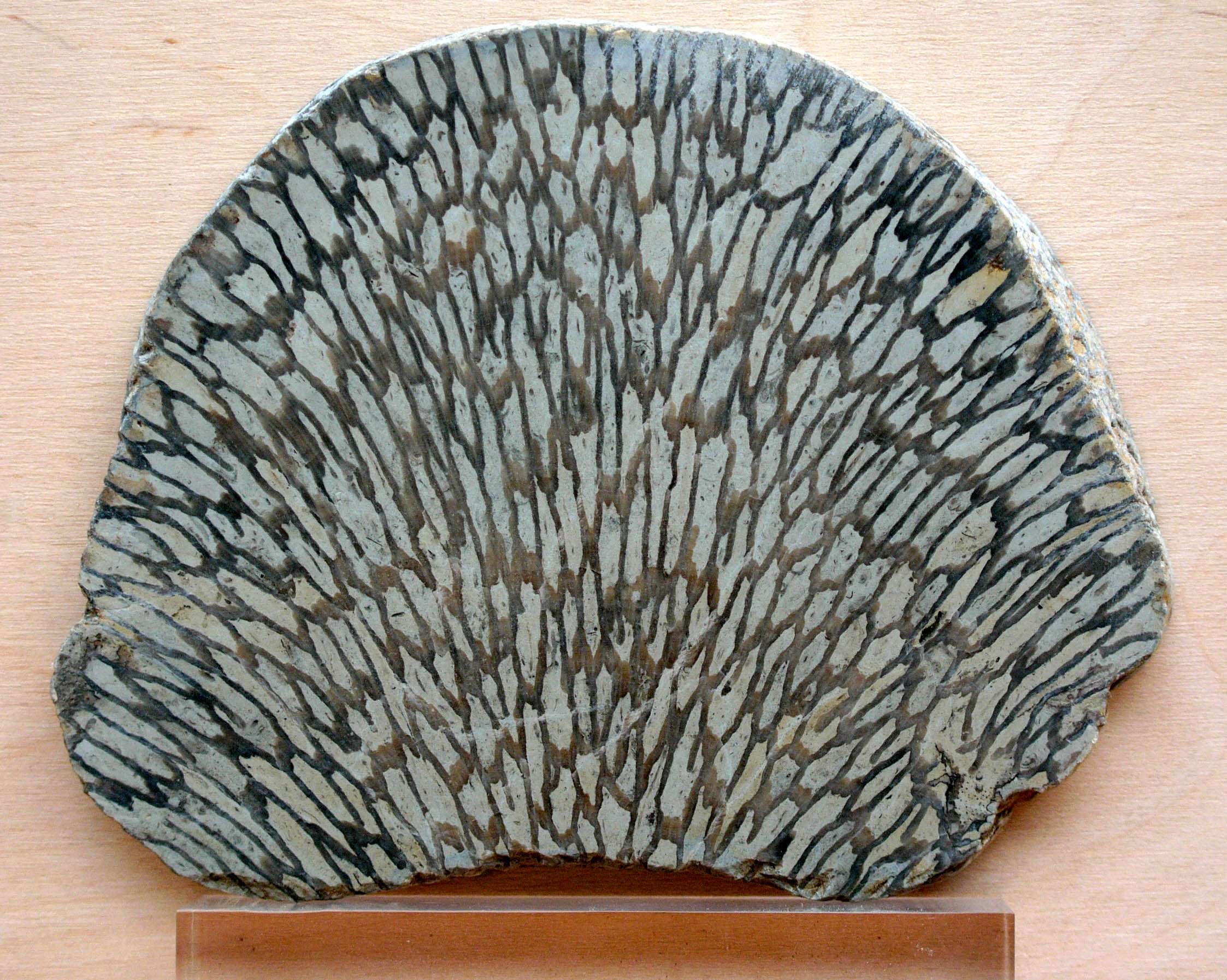
Growth rings in corals can reach a daily resolution.

ゴットランドで発見されたサンゴに1日ごとの成長輪を有するものがあり、ここに取り込まれたキチノゾアを調べることで季節ごとの個体数変動が調査されている。個体数のピークは晩秋で、個体数が最大となる日は種によって異なる。同様のパターンは現在の熱帯性動物プランクトンでも観察される。また、生活環境の多様性は水深と岸からの距離にも反映されており、個体数がピークとなる水深は種によって異なる。一般的には岸から40キロメートル以上離れた深い水域で豊富に見られたものの、数種は非常に浅い水域を好んでいたようである。全体的に見てキチノゾアは濁った水域や岩礁には少なく、これが堆積作用の影響でなければ、生きたキチノゾアはそのような水域を避けていたということになる。浅い水域ではキチノゾアは稀になるが、この逆は必ずしも正しくない（深い水域でも稀なことはある）。淡水の混じる水域では生存できなかった。

## 層序学においての利用
1930年にAlfred Eisenackがこの分類群を認識し命名してから、キチノゾアは生層序学において、オルドビス紀、シルル紀、デボン紀を通じて非常に有用な示準化石であると証明されてきた。これは個体数の豊富さと、その形態的進化速度の速さが理由である。最もキチノゾア個体数の多い堆積物には1グラムあたり1,000個体が含まれているし、容易に同定が可能で（主に形状の変動が大きいため）、ほとんどの種の生存期間は比較的短い（1,000万年以下）。分布域が広く、多様な海底堆積物から発見されることも関連付けを容易にしている。さらに良いことに、キチノゾアはかなり強い変成作用を受けた岩石内でさえも、識別可能な形で残存していることがよくある。しかし、類似した環境条件での形態的収斂進化は時間的、空間的に大きく隔てられた種の誤同定に繋がることがあり、このような場合に2種が同種だと解釈されれば、明らかに大きな問題を引き起こすことになる。コノドントとフデイシに関する詳細な研究によってそれらの層序学的利用可能性が明らかになる1960年代後半までは、古生代の層序年代を特定する上で、キチノゾアはアクリタークを除いて唯一の信頼できる手段であった。